# Noruega en la Copa Mundial de Fútbol de 1938
Noruega fue una de las 15 selecciones participantes en la Copa Mundial de Fútbol de Francia 1938, la cual fue su primera participación mundialista.

## Clasificación
| Equipo 1 | Agr. | Equipo 2                | Ida | Vuelta |
| -------- | ---- | ----------------------- | --- | ------ |
| Noruega  | 6-5  | Estado Libre de Irlanda | 3-2 | 3-3    |

## Jugadores
Estos fueron los 22 jugadores convocados para el torneo:

## Resultados
Noruega fue eliminada en la primera ronda.
| 5 de junio de 1938 | Italia                  | 2-1 (t. s.) | Noruega     | Stade Vélodrome, Marseille                                |                                                           |
|                    | Ferraris 2' · Piola 94' | Reporte     | Brustad 83' | Asistencia: 19 000 espectadores Árbitro(s): Alois Beranek | Asistencia: 19 000 espectadores Árbitro(s): Alois Beranek |